# Chaux-la-Lotière
Chaux-la-Lotière – miejscowość i gmina we Francji, w regionie Burgundia-Franche-Comté, w departamencie Górna Saona.
Według danych na rok 1990 gminę zamieszkiwało 260 osób, a gęstość zaludnienia wynosiła 29 osób/km² (wśród 1786 gmin Franche-Comté Chaux-la-Lotière plasuje się na 488. miejscu pod względem liczby ludności, natomiast pod względem powierzchni na miejscu 498.).